# إرنست أوغسطس الأول ملك هانوفر
إرنست أوغسطس الأول (بالإنجليزية: Ernest Augustus of Hanover)‏ (5 يونيو 1771 - 18 نوفمبر 1851) كان ملك هانوفر من 20 يونيو 1837 حتى وفاته في 18 نوفمبر 1851 وكان الابن الثامن لجورج الثالث ملك المملكة المتحدة.

## عن حياته
ولد الملك إرنست على 5 يونيو 1771، في باكنغهام هاوس، لندن كان ملك هانوفر من 20 يونيو 1837 حتى وفاته في 18 نوفمبر 1851 وكان الابن الثامن لجورج الثالث ملك المملكة المتحدة.

## وفاته
توفي الملك إرنست في 18 نوفمبر 1851 في هانوفر، ألمانيا عن عمر يناهز 80 سنة.

## روابط خارجية
- إرنست أوغسطس الأول ملك هانوفر على موقع الموسوعة البريطانية (الإنجليزية)